# 第一公民银行股份
第一公民银行股份公司（英語：First Citizens Bancshares, Inc.）是一家美国北卡罗来纳州罗利的银行控股公司。其主要子公司是第一公民银行（First Citizens Bank）。
截至2022年12月31日，该公司擁有1,090億美元的資產，於美國22个州经营着550家分支行，但其73.5%的存款都在北卡罗来纳州和南卡罗来纳州。2023年收購矽谷銀行的商業銀行業務後，公司資產幾乎翻倍，達到2,190億美元，位列美國前20大銀行。

## 历史
银行成立于1898年，1918年罗伯特·鲍威尔·霍尔丁（Robert Powell Holding）加入公司，1935年升任总裁，之后银行一直由霍尔丁家族掌控。